# Alphonse Chanteau
Alphonse Marie Henri Étienne Chanteau né à Nantes le 13 mai 1874 et mort à Crozon le 9 février 1958 est un peintre et céramiste français.
Il est frère jumeau du peintre Gabriel Chanteau (1874-1955). Les deux frères épouseront deux sœurs jumelles le même jour en 1906 à Paris.

## Biographie

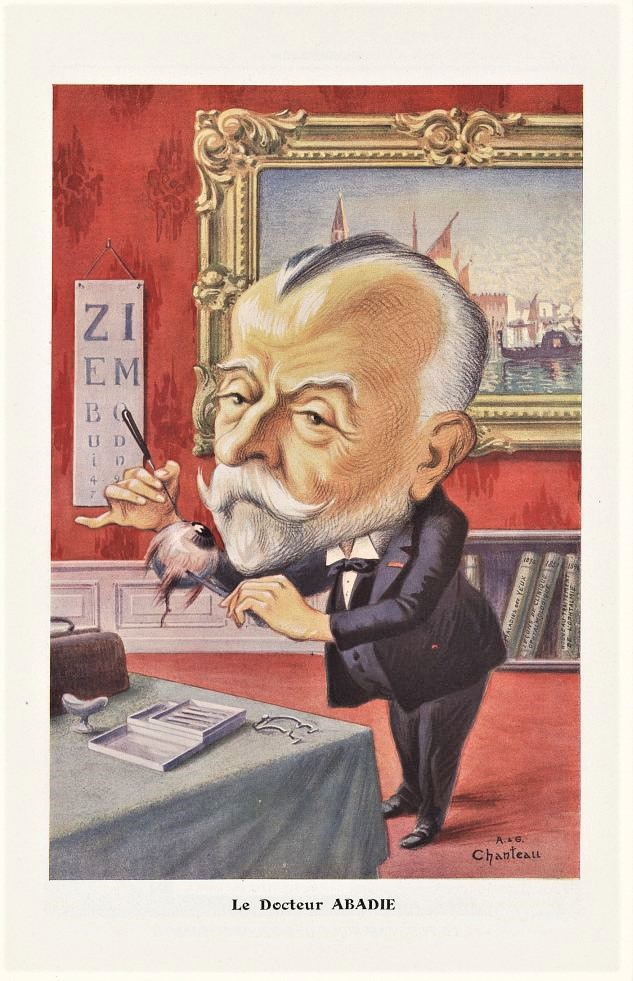
Caricature du docteur Charles Abadie par Alphonse et Gabriel Chanteau en 1914.

Alphonse Chanteau est élève de Luc-Olivier Merson et d'Albert Besnard. Nommé peintre officiel de la Marine en 1910, on lui doit aussi des décorations et des travaux d'arts appliqués. 
Il expose au Salon de la Société nationale des beaux-arts pendant une dizaine d'années, puis envoie ses œuvres au Salon de la Sociétés de gravure et eau-forte, au Salon des artistes angevins et dans des expositions particulières. 
Il décore de nombreux hôtels particuliers et des villas de Morgat et collabore à de nombreuses revues illustrées comme le New-York World, Le Courrier français et le Pearson's Magazine.